# 王家河镇
王家河镇，是中华人民共和国陕西省西安市周至縣下辖的一个乡镇级行政单位。

## 行政区划
王家河镇下辖以下地区：
白杨林村、十亩地村、东涧沟村、老庄子村、黄草坡村、双庙子村、玉皇庙村和王家河村。